# Vetulonia

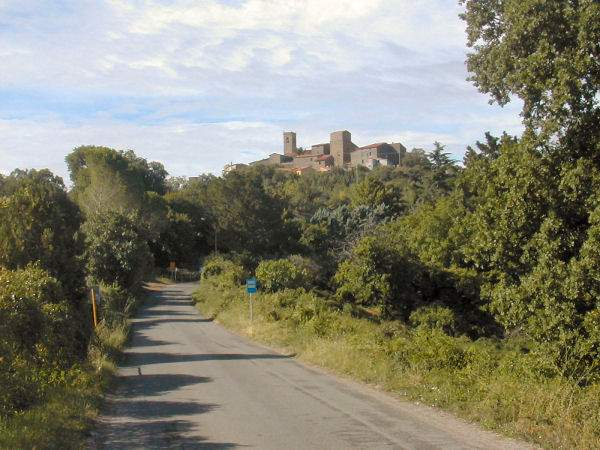
Panorama de Vetulonia.

Vetulonia, anteriormente llamada Vetulonium o Vatluna, fue una antigua ciudad de Etruria, Italia, cuyo sitio, en la actualidad, es probablemente ocupado por el pueblo de Vetulonia, que se remonta a 1887 con el nombre de Colonnata y Colonna di Buriano. Este lugar es actualmente una frazione de la comuna de Castiglione della Pescaia, y cuenta con 200 habitantes.
Abarca cerca de 300m sobre el nivel del mar. Está ubicado a 10 millas al noroeste de Grosseto, en la franja nororiental de las colinas que sobresalen de la llanura de Maremma y forman el promontorio de Castiglione.

## Historia y principales vistas

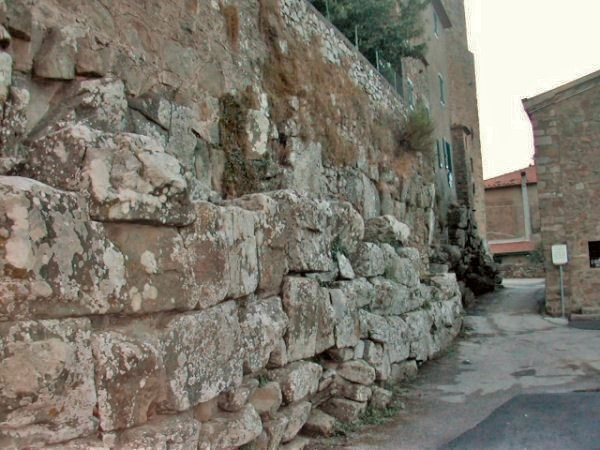
Le Mura dell'Arce.

Vetulonia tiene orígenes etruscos. Dionisio de Halicarnaso ubica la ciudad dentro de la alianza latina del siglo VII a. C. contra Roma. De acuerdo a Silio Itálico (Punica VIII.485ff) los romanos tomaron de Vetulonia su insignia magisterial, las varas y fasces de los lictores y la silla curul; en 1898 fue descubierta en la necrópolis una tumba con un haz de varas de hierro con un hacha de doble hoja en el centro, y poco después, una tumba con una estela inscripta por Avele Feluske, en la cual estaban dibujados los fasces. Plinio el Viejo y Ptolomeo también citan a la ciudad.

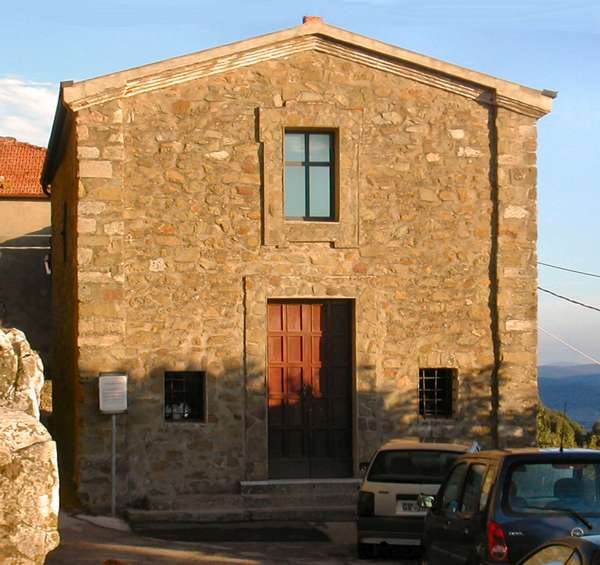
Iglesia de la Señora de la Gracia

La llamada Mura dell'Arce (muralla ciclópea) data probablemente del siglo VI-V a. C. Una fotografía aérea reveló extensiones adicionales que muestran la importancia política y comercial de Vetulonia, que fue famosa por sus orfebres. Bajo dominio del Imperio romano se encogió a un centro secundario, debido a la extensión hacia el norte de la malaria. Poco se conoce sobre el período medieval de Vetulonia. Se sabe que fue pretendida por los abades de San Bartolomeo di Sestinga y la familia Lambardi de Buriano. Fue adquirida por la comuna de Massa Marittima en 1323. Nueve años más tarde fue transferida a Siena.
El sitio de la antigua ciudad no fue identificado hasta 1801. La identificación ha sido denegada en varios trabajos por C. Dotto dei Dauli, quien ubicó a Vetulonia en Poggio Castiglione, cerca de Massa Marittima, donde escasos restos de construcciones, posiblemente de murallas, también fueron encontrados. La ciudad etrusca, situada en la colina de Colonna di Buriano, donde hay restos de murallas de piedra caliza, en cursos casi horizontales, fue renombrada Vetulonia por decreto real en 1887.
Los objetos descubiertos en su extensa necrópolis, donde fueron excavadas cerca de 1000 tumbas, están actualmente en los museos de Grosseto y Florencia. Las tumbas más importantes fueron cubiertas por túmulos, que siguen siendo una característica importante del paisaje.